# Paullinia lingulata
Paullinia lingulata är en kinesträdsväxtart som beskrevs av P. Acevedo-rodriguez. Paullinia lingulata ingår i släktet Paullinia och familjen kinesträdsväxter. Inga underarter finns listade i Catalogue of Life.